# Abraham Willaerts
Abraham Willaerts (Utrecht, 13 giugno 1603 – Utrecht, 18 ottobre 1662) è stato un pittore olandese.

## Biografia
Willaerts nacque nella città di Utrecht, figlio del pittore Adam Willaerts. Imparò l'arte da suo padre e, in seguito, 
studiò con Jan van Bijlert, sempre a Utrecht, e con Simon Vouet a Parigi. 
Nel 1624 divenne  membro della "Guilde de Saint Luc" (Associazione dei  pittori) di Utrecht, giungendo poi al grado di "Maestro".
Willaerts fu, ed è ancora, famoso per le sue "marine", in cui spesso ritrae episodi di guerra.

Dal 1638 al 1644 lavorò alla corte del Conte John Maurice di Nassau-Siegen, governatore dei possedimenti olandesi in Brasile.  Nel 1659 visitò Napoli e Roma.  Morì ad Utrecht a 59 anni.

## Opere
- Un armatore con la famiglia,  Museo di Belle arti,  Valenciennes, 1650.

## Galleria d'immagini

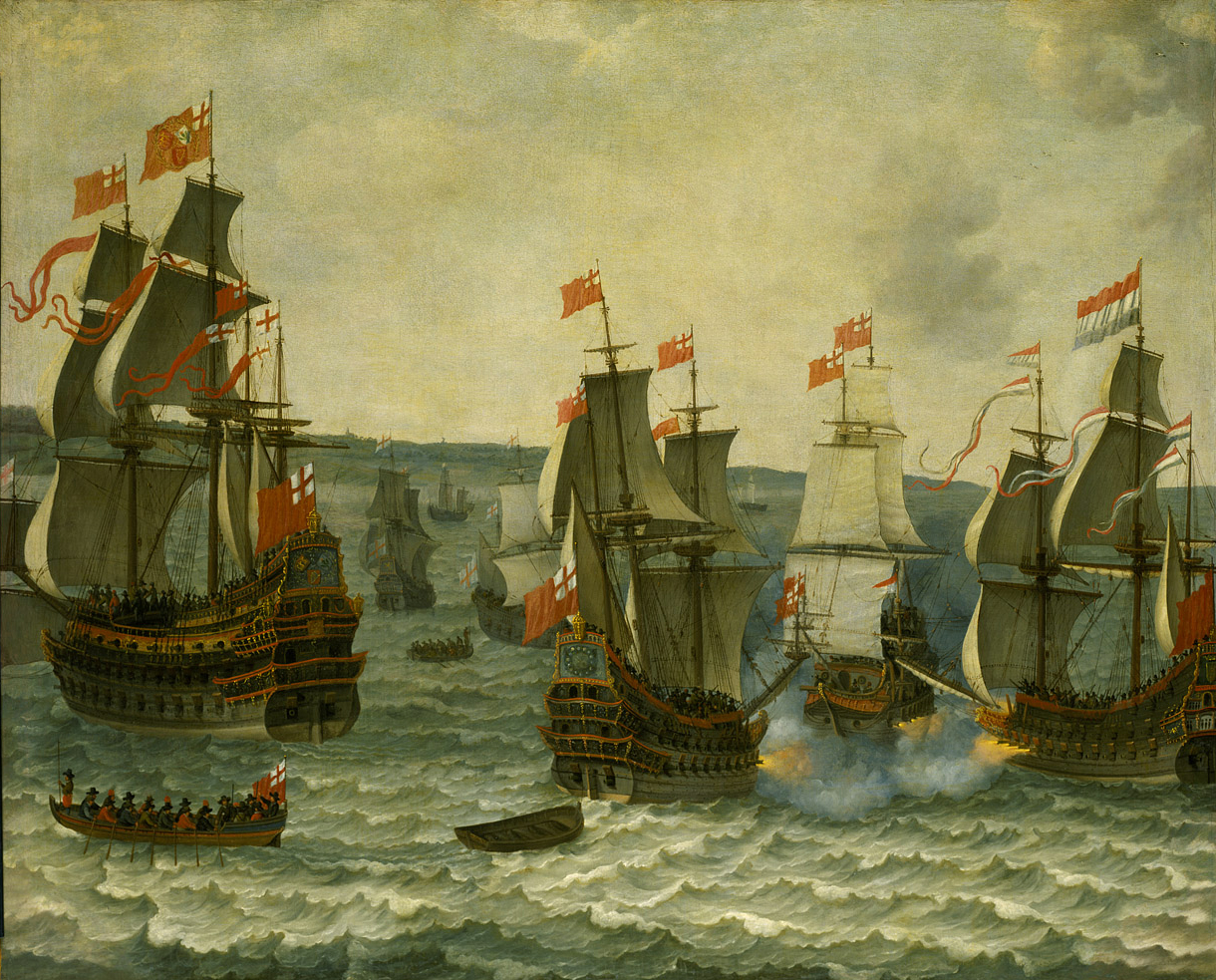
La prima guerra olandese
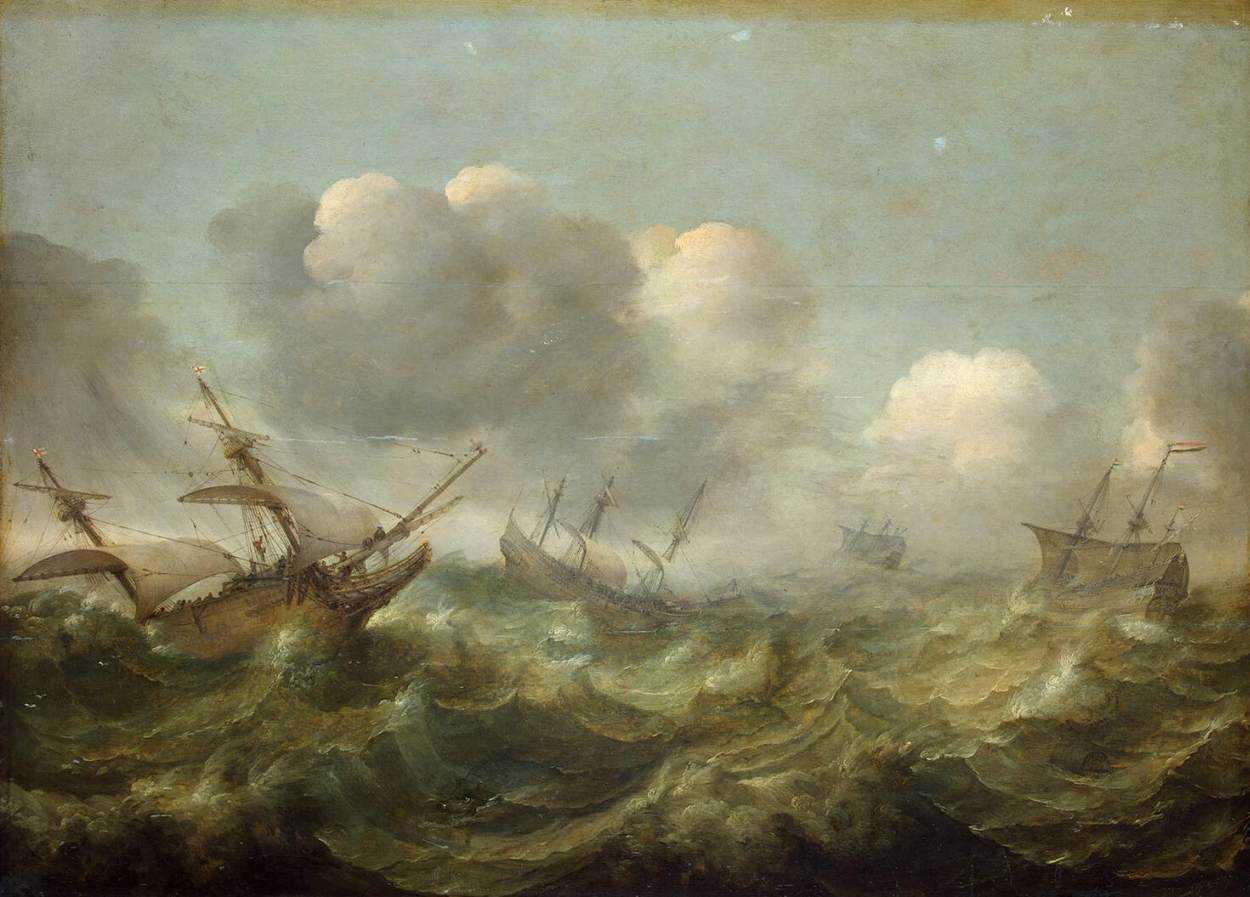
Mare tempestoso
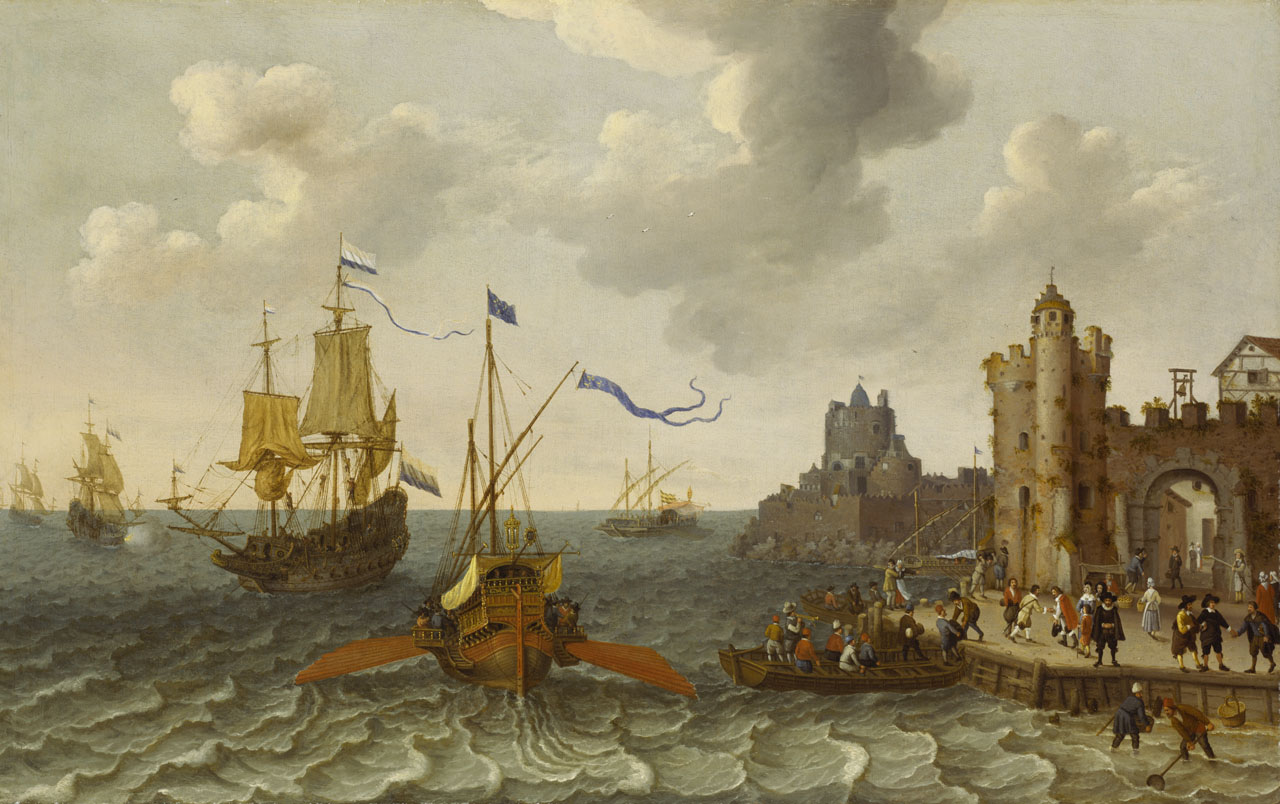
Galea e marinai di guerra